# Hélio Castroneves

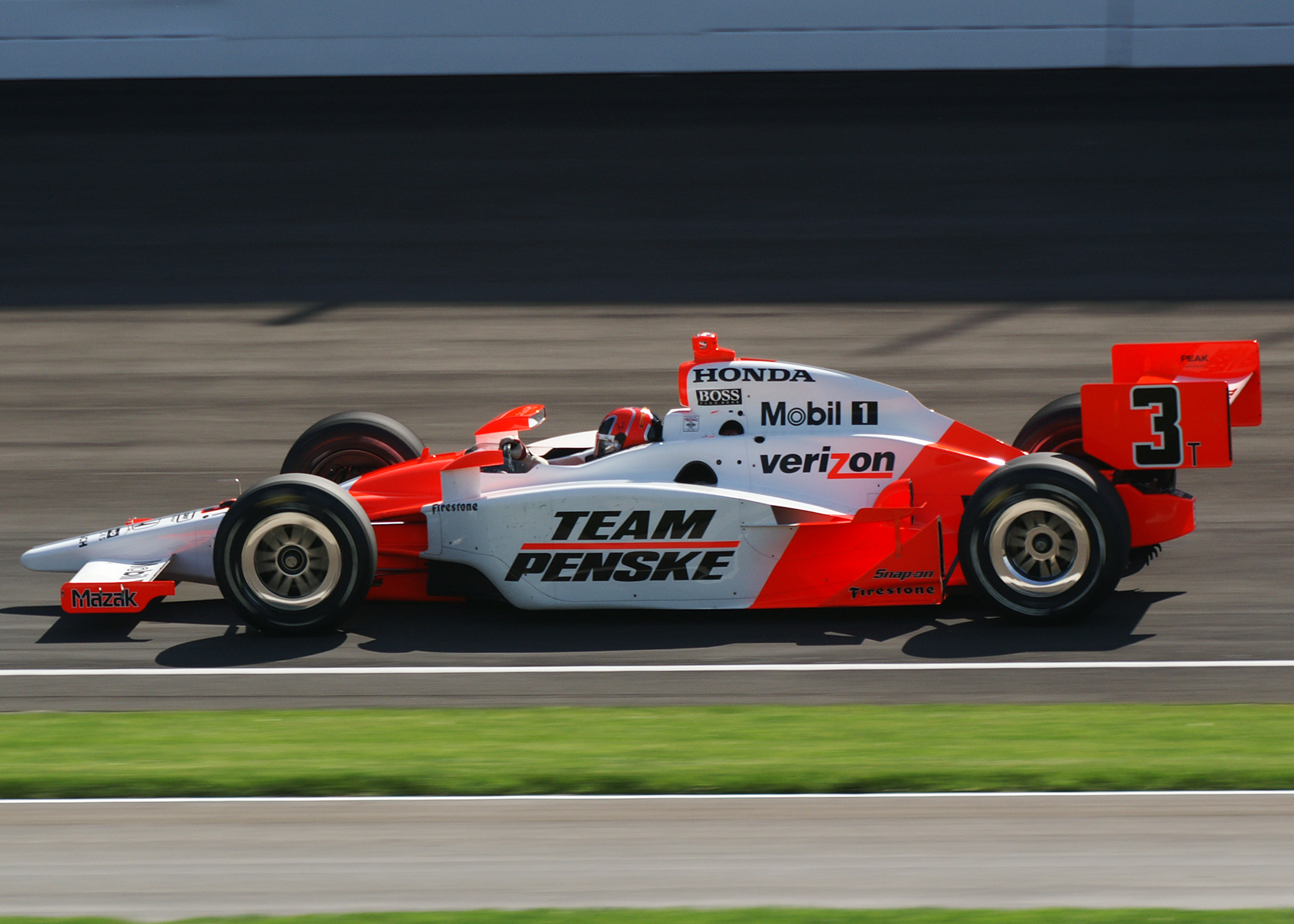
Castroneves in 2009

Hélio Castroneves (Ribeirão Preto, 10 mei 1975) is een Braziliaans autocoureur en viervoudig winnaar van de Indianapolis 500, die hij won in 2001, 2002, 2009 en 2021.

## Biografie
Castroneves werd geboren en groeide op in São Paulo, Brazilië. Hij heeft één zuster, Kati, die zijn zaken behartigt en overal met hem meereist.

## Carrière
Hij begon met karting op veertienjarige leeftijd. In 1995 nam hij deel aan het Britse Formule 3-kampioenschap en ging rijden voor het team van Paul Stewart. Hij won de race op Donington Park. In 1996 ging hij naar de Verenigde Staten waar hij ging rijden in de Indy Lights series en er één race won. Een jaar later ging hij aan de slag in dezelfde raceklasse en won drie races. Hij werd tweede in het eindklassement, op 4 punten van winnaar Tony Kanaan.

### ChampCar
In 1998 verhuisde Castroneves naar het Bettenhausen team dat deelnam aan het voormalige Champ Car kampioenschap. Een jaar later maakte hij de overstap naar het Hogan Racing team, maar beide teams bleken geen betrouwbare wagens te hebben en resultaten bleven uit. In 2000 werd hem gevraagd om naar het Penske team te verhuizen, om de plaats in te nemen van Greg Moore, de Canadese coureur die een contract had om in dat jaar over te komen naar het Penske team, maar verongelukte in de laatste race van 1999. Hij won dat jaar drie races en ook het jaar erop lukte hem dat. Hij won dat jaar (2001) ook de Indianapolis 500 race nadat er enkele teams uit het ChampCar kampioenschap toegelaten werden in deze race van het concurrerende kampioenschap. In 2002 maakte hij samen met het team de overstap naar de IndyCar Series.

### IndyCar Series
In het eerste volledige seizoen dat Castroneves in de IndyCar Series reed, won hij twee races, waarvan één wederom de Indianapolis 500, die hij net als het jaar ervoor won. Hij eindigde tweede in het kampioenschap. In de vijf volgende jaren won hij negen races en eindigde hij twee keer op de derde, één keer op de vierde en twee keer op de zesde plaats van het kampioenschap. Ook in zijn zevende seizoen in 2008 strandde hij op de tweede plaats in de eindrangschikking, zodat Castroneves mathematisch de best scorende coureur is in de geschiedenis van het kampioenschap die toch nooit kampioen werd.
In 2009 kon hij niet aan de start verschijnen van het kampioenschap omdat hij voor de Amerikaanse justitie moest verschijnen wegens een aanklacht van belastingfraude en stond daarmee niet aan de start van de eerste race in Saint Petersburg. Op 17 april 2009 werd hij vrijgesproken van alle ten laste gelegde feiten en een dag later nam hij deel aan de trainingen voor de race op Long Beach, de tweede race van het seizoen. Hij eindigde de race op een zevende plaats. Op 24 mei vertrok hij vanaf poleposition op de Indianapolis Motor Speedway. Hij won de Indianapolis 500 voor de derde keer in zijn carrière. Hij won dat jaar ook op de Texas Motor Speedway en finishte op de vierde plaats in de eindstand van het kampioenschap. Op 30 mei 2021 won Castroneves voor de vierde keer de Indianapolis 500 en schaarde zich in het illustere rijtje van A.J. Foyt, Al Unser sr. en Rick Mears die ook vier keer wisten te winnen.

### Andere activiteiten
In 2007 was hij deelnemer en winnaar van de vijfde editie van de Amerikaanse versie van de televisieshow Dancing with the Stars, in Vlaanderen bekend onder de naam Sterren op de Dansvloer. Hij won samen met zijn danspartner Julianne Hough de finale van tegenkandidaten Melanie Brown en Marie Osmond. Tijdens deze periode werd bekend dat Castroneves' geplande huwelijk met Aliette Vazquez door haar definitief werd afgezegd. Ze hadden een zes jaar durende relatie achter de rug.
Van 2017 tot en met 2022 heeft Castroneves meegedaan met IMSA SportsCar Championship. In 2018 wint hij hier het kampioenschap samen met Ricky Taylor. Ook weet hij in 2021 en 2022 de 24 uur van Daytona te winnen.

## Resultaten
ChampCar resultaten (aantal gereden races, aantal maal in de top 5 van een race, eindpositie kampioenschap en punten)
| Jaar | Team                | Races | 1ste | 2de | 3de | 4de | 5de | Rang | Ptn |
| ---- | ------------------- | ----- | ---- | --- | --- | --- | --- | ---- | --- |
| 1998 | Bettenhausen Racing | 19    | -    | 1   | -   | -   | -   | 17   | 36  |
| 1999 | Hogan Racing        | 20    | -    | 1   | -   | -   | 1   | 15   | 48  |
| 2000 | Penske Racing       | 20    | 3    | 1   | -   | -   | 2   | 8    | 129 |
| 2001 | Penske Racing       | 20    | 3    | 1   | -   | 1   | 1   | 4    | 141 |

IndyCar Series resultaten (aantal gereden races, aantal maal in de top 5 van een race, eindpositie kampioenschap en punten)
| Jaar | Team               | Races | 1ste | 2de | 3de | 4de | 5de | Rang | Ptn |
| ---- | ------------------ | ----- | ---- | --- | --- | --- | --- | ---- | --- |
| 2001 | Penske Racing      | 2     | 1    | -   | -   | -   | -   | 24   | 64  |
| 2002 | Penske Racing      | 15    | 2    | 3   | 2   | 2   | 3   | 2    | 511 |
| 2003 | Penske Racing      | 16    | 2    | 4   | 2   | -   | 1   | 3    | 484 |
| 2004 | Penske Racing      | 16    | 1    | 1   | 3   | -   | 1   | 4    | 446 |
| 2005 | Penske Racing      | 17    | 1    | 2   | -   | 1   | 4   | 6    | 440 |
| 2006 | Penske Racing      | 14    | 4    | 1   | 1   | 1   | 2   | 3    | 473 |
| 2007 | Penske Racing      | 17    | 1    | 1   | 3   | 1   | -   | 6    | 446 |
| 2008 | Penske Racing      | 18    | 2    | 8   | 1   | 3   | 1   | 2    | 629 |
| 2009 | Penske Racing      | 16    | 2    | 2   | -   | 2   | 1   | 4    | 433 |
| 2010 | Penske Racing      | 17    | 3    | 1   | 1   | 2   | 2   | 4    | 531 |
| 2011 | Penske Racing      | 17    | -    | 2   | -   | 1   | -   | 11   | 312 |
| 2012 | Penske Racing      | 15    | 2    | -   | 1   | 1   | 1   | 4    | 431 |
| 2013 | Penske Racing      | 19    | 1    | 3   | 1   | -   | 1   | 2    | 550 |
| 2014 | Penske Racing      | 18    | 1    | 3   | 2   | 0   | 1   | 2    | 609 |
| 2015 | Penske Racing      | 16    | 0    | 3   | 2   | 1   | 0   | 5    | 453 |
| 2016 | Penske Racing      | 16    | 0    | 2   | 2   | 1   | 3   | 3    | 504 |
| 2017 | Penske Racing      | 17    | 1    | 1   | 1   | 4   | 2   | 4    | 598 |
| 2018 | Penske Racing      | 2     | 0    | 0   | 0   | 0   | 0   | 32   | 40  |
| 2019 | Penske Racing      | 2     | 0    | 0   | 0   | 0   | 0   | 29   | 33  |
| 2020 | Arrow McLaren      | 3     | 0    | 0   | 0   | 0   | 0   | 27   | 57  |
| 2021 | Meyer Shank Racing | 6     | 1    | 0   | 0   | 0   | 0   | 22   | 158 |
| 2022 | Meyer Shank Racing | 17    | 0    | 0   | 0   | 0   | 0   | 18   | 263 |

### Resultaten Indianapolis 500
| Jaar | Chassis | Motor      | Start | Finish | Team               |
| ---- | ------- | ---------- | ----- | ------ | ------------------ |
| 2001 | Dallara | Oldsmobile | 11    | 1      | Penske Racing      |
| 2002 | Dallara | Chevrolet  | 13    | 1      | Penske Racing      |
| 2003 | Dallara | Toyota     | 1     | 2      | Penske Racing      |
| 2004 | Dallara | Toyota     | 8     | 9      | Penske Racing      |
| 2005 | Dallara | Toyota     | 5     | 9      | Penske Racing      |
| 2006 | Dallara | Honda      | 2     | 25     | Penske Racing      |
| 2007 | Dallara | Honda      | 1     | 3      | Penske Racing      |
| 2008 | Dallara | Honda      | 4     | 4      | Penske Racing      |
| 2009 | Dallara | Honda      | 1     | 1      | Penske Racing      |
| 2010 | Dallara | Honda      | 1     | 9      | Penske Racing      |
| 2011 | Dallara | Honda      | 16    | 17     | Penske Racing      |
| 2012 | Dallara | Chevrolet  | 6     | 10     | Penske Racing      |
| 2013 | Dallara | Chevrolet  | 8     | 6      | Penske Racing      |
| 2014 | Dallara | Chevrolet  | 4     | 2      | Penske Racing      |
| 2015 | Dallara | Chevrolet  | 5     | 7      | Penske Racing      |
| 2016 | Dallara | Chevrolet  | 9     | 11     | Penske Racing      |
| 2017 | Dallara | Chevrolet  | 19    | 2      | Penske Racing      |
| 2018 | Dallara | Chevrolet  | 8     | 27     | Penske Racing      |
| 2019 | Dallara | Chevrolet  | 12    | 18     | Penske Racing      |
| 2020 | Dallara | Chevrolet  | 28    | 11     | Penske Racing      |
| 2021 | Dallara | Honda      | 8     | 1      | Meyer Shank Racing |
| 2022 | Dallara | Honda      | 27    | 7      | Meyer Shank Racing |